# 委內瑞拉小銀漢魚
委內瑞拉小銀漢魚，為輻鰭魚綱銀漢魚目擬銀漢魚科小銀漢魚屬的其中一種，分布於南美洲委內瑞拉Tapa Tapa河流域，為熱帶魚類，棲息在底中層水域，生活習性不明。